# Coelopa aequatorialis
Coelopa aequatorialis är en tvåvingeart som beskrevs av Mario Bezzi 1892. Coelopa aequatorialis ingår i släktet Coelopa och familjen tångflugor.
Artens utbredningsområde är Somalia. Inga underarter finns listade i Catalogue of Life.